# 展開 (軍事)
展開（Military deployment）は、軍事学において敵に対して最大限の戦闘力を発揮できるように戦力を体系的に配置する行動である。

## 概要
一般に展開とは作戦地域において戦力を再配置することを意味する軍事行動であり、これは軍事的な効果だけでなく政治的・外交的な影響をももたらす行動である。政治的な観点から見れば、戦力を展開する時期や場所、また、動員している部隊の規模や機能から政治的な意思を発信することができる。
例えば、冷戦期において北大西洋条約機構軍は核戦力を全ての加盟国の領土に展開しており、これは、ソビエト連邦に対して核攻撃を受ける危険を全ての加盟国が共有していることを示していた。通常戦力を展開する場合にも政治的な意図を発信することは可能であり、陸上部隊の国境付近への展開による示威活動や、海上部隊を相手国の沿岸に展開する砲艦外交は、その典型的な方法である。
一方で純粋に軍事的な行動として展開を研究するならば、展開とは動員の最終的な段階であり、組織的な戦闘を開始するために不可欠な措置である。展開が完了するためには時間的猶予と所要の輸送能力や運動能力が必要となり、展開していない部隊または展開中の部隊は相手の攻撃を受けても本来の戦闘力を発揮することが難しい。また、部隊が展開する地域と部隊が拠点としている基地との距離、そして、軍事地理学的な環境にも展開は影響を受ける。